# 岩瀬川町
岩瀬川町（いわせがわちょう）は、群馬県太田市にある地名（町丁）。郵便番号は373-0841。

## 概要
沢野地区にある町丁。

## 地理

### 岩瀬川町内の区
岩瀬川町（沢野地区）の行政区の一覧。
| 地区     | 行政区   | 読み             | 区域         |
| -------- | -------- | ---------------- | ------------ |
| 沢野地区 | 岩瀬川町 | いわせがわちょう | 岩瀬川町全域 |

### 近隣町丁
- 藤阿久町
- 細谷町
- 福沢町
- 高林北町
- 下浜田

## 世帯数と人口
2022年（令和4年）3月31日現在の世帯数と人口は以下の通りである。
| 町丁     | 世帯数   | 人口   |
| -------- | -------- | ------ |
| 岩瀬川町 | 1661世帯 | 3640人 |

## 小・中学校の学区
市立小・中学校に通う場合、学区は以下の通りとなる。
| 番地             | 小学校             | 中学校           |
| ---------------- | ------------------ | ---------------- |
| 岩瀬川町（全域） | 太田市立沢野小学校 | 太田市立南中学校 |

## 交通

### 鉄道
町内に鉄道は通っていない。

### 道路
- 埼玉県道・群馬県道301号妻沼小島太田線

## 施設
- ファッション市場サンキ太田店
- 酒&業務スーパー岩瀬川店
- ウエルシア太田岩瀬川店